# Limopsis tokaiensis
Limopsis tokaiensis is een tweekleppigensoort uit de familie van de Limopsidae. De wetenschappelijke naam van de soort is voor het eerst geldig gepubliceerd in 1910 door Yokoyama.